# Aviación Ligera del Ejército de Tierra Francés
La Aviación Ligera del Ejército de Tierra Francés (en francés: Aviation Légère de l’Armée de Terre; abreviada como ALAT) constituye la unidad de aviación de ejército del Ejército de Tierra Francés. La unidad fue creada en el año 1954 como Aviation Légère d'Observation d'Artillerie y renombrada posteriormente como ALAT.

## Aeronaves en servicio
| Aeronave             | Origen        | Tipo                              | Versión           | En servicio | Notas                      | Imagen |
| -------------------- | ------------- | --------------------------------- | ----------------- | ----------- | -------------------------- | ------ |
| Aérospatiale Cougar  | Francia       | Helicóptero de transporte militar | AS532UL Cougar    | 24          |                            |        |
| Aérospatiale Fennec  | Francia       | Helicóptero militar               | AS555UN Fennec    | 18          |                            |        |
| Eurocopter Tigre     | Francia       | Helicóptero de ataque             | EC665 Tigre       | 30          | + 50 en proceso de entrega |        |
| Eurocopter Caracal   | Francia       | Helicóptero de transporte militar | EC725 Caracal     | 8           |                            |        |
| NHIndustries NH90    | Unión Europea | Helicóptero de transporte militar | NH90-TTH          |             | 68 en proceso de entrega   |        |
| Pilatus PC-6         | Suiza         | Avión de transporteSTOL           | PC-6 Turbo Porter | 5           |                            |        |
| Aérospatiale Puma    | Francia       | Helicóptero de transporte militar | SA330B Puma       | 95          |                            |        |
| Aérospatiale Gazelle | Francia       | Helicóptero utilitario            | SA341/342 Gazelle | 230         |                            |        |
| SOCATA TBM 700       | Francia       | Avión de negociosAvión utilitario | TBM 700           | 12          |                            |        |